# NGC 375
NGC 375 (други обозначения – ARP 331, NPM1G +32.0044, PGC 3953) е елиптична галактика (E2) в съзвездието Риби.
Обектът присъства в оригиналната редакция на „Нов общ каталог“.